# Albert Popow
Albert Popow (bulgarisch Алберт Попов, englisch Albert Popov; * 8. August 1997 in Sofia) ist ein bulgarischer Skirennläufer.

## Biografie
Im Weltcup fährt Albert Popow seit der Saison 2014/15. Er nimmt ausschließlich am Riesenslalom und am Slalom teil. Sein Weltcupdebüt gab er im Oktober 2014 im Riesenslalom von Sölden, wo er sich jedoch nicht für den zweiten Durchgang qualifizierte. Beim Europäischen Olympischen Winter-Jugendfestival in Malbun gewann er jeweils in Riesentorlauf und Slalom die Silbermedaille. Sein Slalomdebüt im Weltcup gab er im März 2015 in Kranjska Gora. Popow nahm an den Weltmeisterschaften 2015 in Beaver Creek teil. Er startete im Slalom und im Riesenslalom, kam aber bei beiden im ersten Durchgang nicht ins Ziel.
Am 17. November 2015 überlebte Popow in Sölden als Beifahrer knapp einen Autounfall, während der Lenker des Wagens, sein damaliger Trainer Drago Grubelnik, ums Leben kam. Popow selbst verletzte sich am Sprunggelenk und musste die gesamte folgende Saison auslassen.
Bei den Weltmeisterschaften 2017 in St. Moritz fuhr Popow im Riesenslalom auf den 30. Platz. Bei den Juniorenweltmeisterschaften 2018 in Davos gewann er die Bronzemedaille im Riesenslalom. Am 18. November 2018 gewann er mit Rang 20 im Slalom von Levi erstmals Weltcuppunkte. Am 22. Dezember 2018 mit Startnummer 72 folgten in Madonna di Campiglio mit Rang 16 seine nächsten Weltcuppunkte. Die erste Top-Ten-Klassierung gelang ihm am 26. Januar 2019 beim Slalom von Kitzbühel, als er mit Startnummer 71 auf Platz 9 fuhr. Drei Tage später folgte beim Nachtslalom von Schladming mit Rang 6 sein nächstes Top-Ten-Resultat (Startnummer 46). Am 26. Februar 2023 erzielte Popow mit Platz 3 im Slalom von Palisades Tahoe seine erste Weltcup-Podestplatzierung, zeitgleich mit Clément Noël, und ist somit der erste bulgarische Podestfahrer seit Petar Popangelow im Jahr 1984. Am 8. Januar 2025 gewann Popow beim Nachtrennen in Madonna di Campiglio sein erstes Weltcuprennen, auf den Tag genau 45 Jahre nach dem bis dato einzigen bulgarischen Weltcupsieg durch Popangelow in Lenggries.

## Erfolge

### Olympische Spiele
- Pyeongchang 2018: 28. Riesenslalom
- Peking 2022: 9. Slalom, 17. Riesenslalom

### Weltmeisterschaften
- St. Moritz 2017: 27. Slalom, 30. Riesenslalom
- Åre 2019: 29. Riesenslalom
- Cortina d’Ampezzo 2021: 24. Riesenslalom
- Saalbach-Hinterglemm 2025: 18. Slalom

### Weltcup
- 2 Podestplatzierungen, davon 1 Sieg:

| Datum          | Ort                  | Land    | Disziplin |
| -------------- | -------------------- | ------- | --------- |
| 8. Januar 2025 | Madonna di Campiglio | Italien | Slalom    |

### Weltcupwertungen
| Saison  | Gesamt | Gesamt | Slalom | Slalom |
| Saison  | Platz  | Punkte | Platz  | Punkte |
| ------- | ------ | ------ | ------ | ------ |
| 2018/19 | 66.    | 95     | 23.    | 95     |
| 2019/20 | 90.    | 67     | 31.    | 67     |
| 2020/21 | 72.    | 90     | 26.    | 90     |
| 2021/22 | 57.    | 147    | 21.    | 147    |
| 2022/23 | 44.    | 182    | 15.    | 182    |
| 2023/24 | 62.    | 111    | 24.    | 111    |
| 2024/25 | 40.    | 229    | 12.    | 229    |

### Europacup
- 3 Platzierungen unter den besten zehn, davon 1 Podestplatz

### Juniorenweltmeisterschaften
- Alpine Ski-Juniorenweltmeisterschaften 2018: 3. Riesenslalom

### Weitere Erfolge
- 9 Siege in FIS-Rennen
- Bulgarischer Slalom-Meister 2015
- Bulgarischer Riesenslalom-Dritter 2014, 2015
- Silber beim EYOF 2015 im Riesenslalom
- Silber beim EYOF 2015 im Slalom